# UEFA Super Cup 2024
Der UEFA Super Cup 2024 zwischen Real Madrid, dem Gewinner der UEFA Champions League 2023/24, und Atalanta Bergamo, dem Gewinner der UEFA Europa League 2023/24, ist ein Finale um den zuvor genannten Titel, das am 14. August 2024 im Nationalstadion in Warschau, ausgetragen wurde. Zudem ist dieses Spiel auch die 50. Auflage des UEFA-Super-Cup-Wettbewerbs.
Manchester City ist der Titelverteidiger. Der Verein konnte den Titel jedoch nicht verteidigen, da er im Viertelfinale der UEFA Champions League 2023/24 gegen Real Madrid ausgeschieden war.

## Austragungsort
Der Austragungsort für das Finale um den UEFA Super Cup 2024 war das Nationalstadion in Warschau. Dieser wurde bei der Sitzung des Exekutivkomitees in Limassol, Zypern, am 26. September 2023 als Austragungsort des Spiels ausgewählt. Das Nationalstadion wurde für die Fußball-Europameisterschaft 2012 in Polen und der Ukraine gebaut, in dem drei Spiele der Gruppe A, das Viertel- und das Halbfinale ausgetragen wurden. Das Stadion war zuvor auch Austragungsort des UEFA-Europa-League-Finales-2015 und ist der übliche Austragungsort für Heimspiele der polnischen Fußballnationalmannschaft. Es hat eine UEFA-Kapazität von 58.826 Sitzplätzen.

## Spieldaten
| Real Madrid                                                                 | Real Madrid | Atalanta Bergamo | Atalanta Bergamo | Aufstellung                                    |
| --------------------------------------------------------------------------- | --- | --- | ---------------- | ---------------------------------------------- |
| Real Madrid                                                                 | \| Finale \| \| 14. August 2024 um 22:00 Uhr (21:00 Uhr MESZ) in Warschau (Nationalstadion) \| \| Ergebnis: 2:0 (0:0) \| \| Zuschauer: 56.042 \| \| Schiedsrichter: Sandro Schärer ( Schweiz) 1 \| \| Spielbericht \|                                                                                                  | \| Finale \| \| 14. August 2024 um 22:00 Uhr (21:00 Uhr MESZ) in Warschau (Nationalstadion) \| \| Ergebnis: 2:0 (0:0) \| \| Zuschauer: 56.042 \| \| Schiedsrichter: Sandro Schärer ( Schweiz) 1 \| \| Spielbericht \|                                                                          | Atalanta Bergamo | Aufstellung Real Madrid gegen Atalanta Bergamo |
| Real Madrid                                                                 | Thibaut Courtois – Dani Carvajal (89. Lucas Vázquez), Éder Militão, Antonio Rüdiger, Ferland Mendy – Jude Bellingham (88. Dani Ceballos), Federico Valverde, Aurélien Tchouaméni – Vinícius Júnior (88. Arda Güler), Kylian Mbappé (83 Brahim Díaz), Rodrygo (76. Luka Modrić) Cheftrainer: Carlo Ancelotti ( Italien) | Juan Musso – Isak Hien (90. Marco Palestra), Berat Djimsiti, Sead Kolašinac (71. Mitchel Bakker) – Mario Pašalić (90. Alberto Manzoni), Éderson, Marten de Roon, Charles De Ketelaere, Matteo Ruggeri, Davide Zappacosta (62. Ben Godfrey) – Ademola Lookman Cheftrainer: Gian Piero Gasperini | Atalanta Bergamo | Aufstellung Real Madrid gegen Atalanta Bergamo |
| Real Madrid                                                                 | 1:0 Valverde (59.) 2:0 Mbappé (68.) | | Atalanta Bergamo | Aufstellung Real Madrid gegen Atalanta Bergamo |
| Real Madrid                                                                 | Bellingham (35.), Júnior (42.) | Éderson (9.), Djimsiti (64.) | Atalanta Bergamo | Aufstellung Real Madrid gegen Atalanta Bergamo |
| Real Madrid                                                                 | Spieler des Spiels: Jude Bellingham (Real Madrid) | | Atalanta Bergamo | Aufstellung Real Madrid gegen Atalanta Bergamo |
| Finale                                                                      | | |                  |                                                |
| 14. August 2024 um 22:00 Uhr (21:00 Uhr MESZ) in Warschau (Nationalstadion) | | |                  |                                                |
| Ergebnis: 2:0 (0:0)                                                         | | |                  |                                                |
| Zuschauer: 56.042                                                           | | |                  |                                                |
| Schiedsrichter: Sandro Schärer ( Schweiz) 1                                 | | |                  |                                                |
| Spielbericht                                                                | | |                  |                                                |